# Chaping, Fujian
Chaping (kinesiska: 茶平) är en socken i sydöstra Kina. Den ligger i Songxi härad i staden Nanping i provinsen Fujian, omkring 160 kilometer norr om provinshuvudstaden Fuzhou. Antalet invånare är 10 733. Befolkningen består av 5 260 kvinnor och 5 473 män. Barn under 15 år utgör 19,0 %, vuxna 15-64 år 71 %, och äldre över 65 år 9,0 %.